# 764

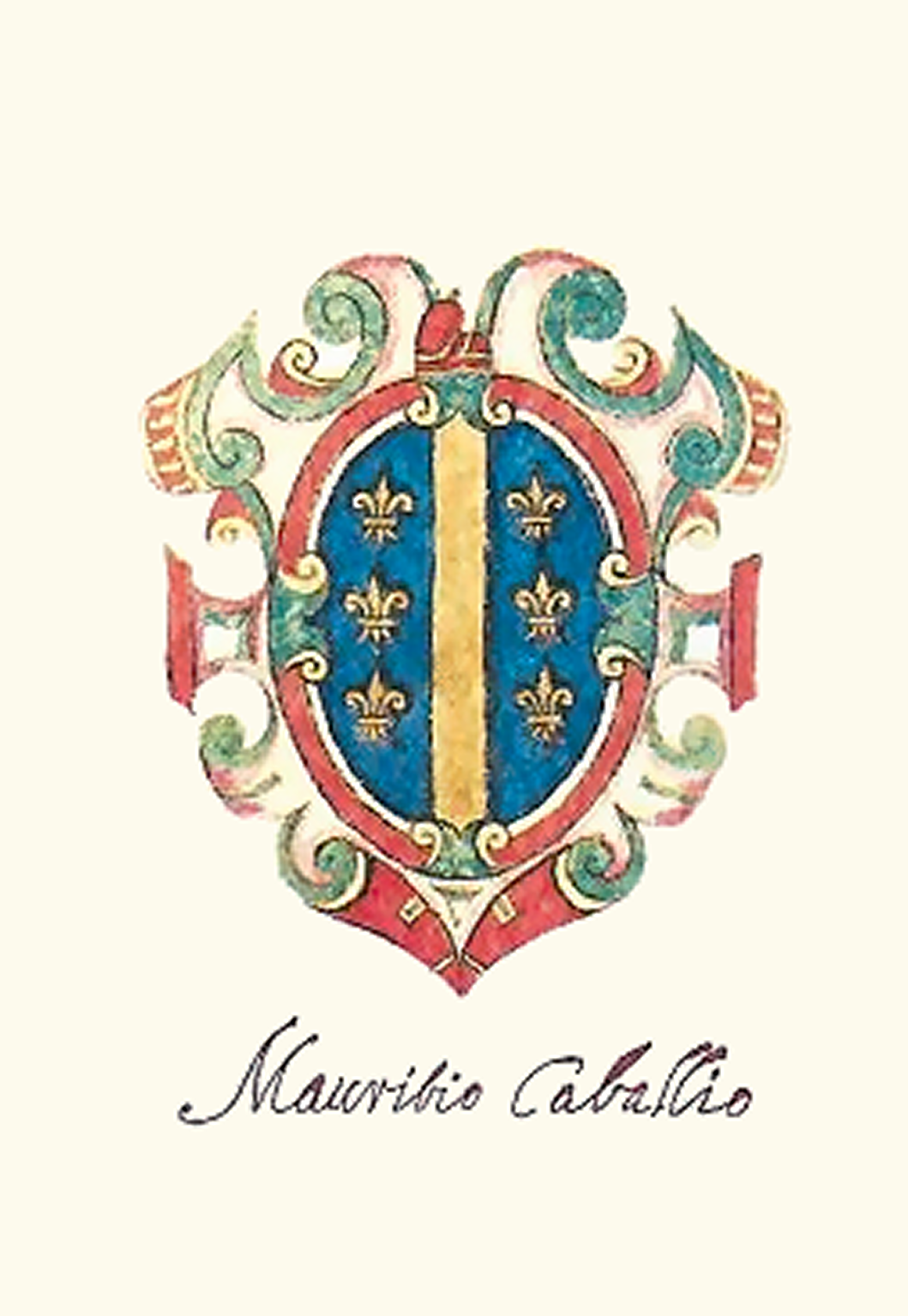
Wapenschild van doge Maurizio Galbaio

Het jaar 764 is het 64e jaar in de 8e eeuw volgens de christelijke jaartelling.

## Gebeurtenissen

### Europa
- Maurizio Galbaio (764-787) wordt in Malamocco verkozen tot de 7e doge van Venetië. Tijdens zijn bewind komt de stad weer te bloei door de toenemende economie en de slavenhandel. Tevens door de Longobardische dreiging versterkt hij de verdediging van Istrië, strategisch gelegen in de Adriatische Zee.

### Azië
- Voormalig keizerin Kōken herroept haar troonsafstand (zie: 758) en dwingt keizer Junnin af te treden na een regeerperiode van 6 jaar. Hij wordt verbannen naar een verafgelegen eiland. Onder de naam Shōtoku wordt zij opnieuw geïnstalleerd als keizerin van Japan.
- De Chinese hoofdstad Chang'an wordt door Tibetaanse troepen geplunderd.

### Religie
- Cancor, een Frankische graaf (vermoedelijk uit de Haspengouw), sticht de abdij van Lorsch in het latere Oost-Frankische Rijk. (waarschijnlijke datum)

## Overleden
- Abel, bisschop van Reims